# Conus recognitus
Conus recognitus é uma espécie de gastrópode do gênero Conus, pertencente à família Conidae.